# Polyplectron germaini
Lo speroniere di Germain (Polyplectron germaini D. G. Elliot, 1866) è un uccello galliforme della famiglia dei Fasianidi.

## Descrizione

### Dimensioni
Il maschio misura circa 56-60 cm di lunghezza (di cui 25-32 costituiti dalla sola coda); la femmina circa 48 cm (di cui 22-25 di coda). Un esemplare di sesso maschile pesava 510 g, uno di sesso femminile 397.

### Aspetto
Ha un piumaggio generalmente più scuro di quello dello speroniere chinquis. Diversamente da quest'ultimo, però, è privo di cresta. Nel maschio adulto, la testa e la maggior parte del collo sono di un colore nerastro finemente barrato di grigio-biancastro e virante al bianco sul mento e sulla parte superiore della gola. La pelle nuda facciale e orbitale è rosso scuro. Le parti inferiori sono nerastre e ricoperte da una serie di barre vicine e irregolari di colore camoscio-bruno. Il dorso, così come le ali e la coda, è marrone scuro con puntini camoscio. Le piume del mantello, delle scapolari e delle ali terminano con un ocello circolare blu dai riflessi verdi, contornato da anelli neri e camoscio. Le remiganti primarie sono di colore marrone-nero uniforme. Il dorso e il groppone sono privi di ocelli. Ognuna delle 20 rettrici, tranne la coppia di rettrici centrali, presenta un grande ocello subterminale verde metallico cerchiato di nero.
La femmina è più piccola del maschio, ma presenta la pelle facciale dello stesso colore. La coda è un po' più corta e meno graduata di quella del maschio. Il piumaggio è molto simile a quello del compagno, ma il dorso è finemente ricoperto da macchie luminose di colore camoscio e non da puntini. Gli ocelli del mantello e delle ali non sono rotondi, ma di forma vagamente triangolare. Essi presentano un colore blu metallico con una base nera. La coda, finemente barrata, mostra ocelli verde metallico dai bordi mal definiti, in particolare sulle rettrici esterne, ove tendono a fondersi. I giovani somigliano alle femmine, ma hanno ocelli scuri e privi di riflessi.

## Biologia
Anche se può essere comune in alcuni siti particolarmente favorevoli, per la maggior parte del tempo è molto difficile da osservare a causa della sua natura schiva che lo spinge a nascondersi nel fitto della boscaglia al minimo segnale di pericolo. I richiami fragorosi, tuttavia, tradiscono la sua presenza, soprattutto quando vengono emessi in risposta alle grida degli altri maschi dei dintorni. Come molti altri galliformi, lo speroniere di Germain trova scampo correndo. Si lancia in un volo basso e rapido soltanto in caso di un pericolo molto vicino. In situazioni normali, lo speroniere di Germain vive in coppie o in piccoli gruppi familiari.
La parata dello speroniere di Germain è molto simile a quella dello speroniere chinquis, ma con un minore spiegamento delle rettrici e delle remiganti. Per sedurre la compagna, il maschio inizia dapprima ad allargare leggermente il piumaggio, poi a girare lei intorno espandendo moderatamente le rettrici. Quando è abbastanza vicino, le fa un'offerta di cibo e si ritrae calorosamente per iniziare quasi immediatamente una parata metà frontale, metà laterale con le rettrici più ampiamente dispiegate, il petto abbassato a terra, l'ala situata sul lato in cui si trova la femmina semi-spiegata e quella opposta sollevata, in modo da mettere in mostra gli ocelli.

### Alimentazione
Non abbiamo informazioni specifiche sulla dieta di questo speroniere nel suo ambiente naturale. Tuttavia è probabile che questa specie sia, come tutti gli altri speronieri, onnivora.

### Riproduzione
In natura la stagione riproduttiva ha luogo almeno da febbraio ad aprile. Lo speroniere di Germain non si è dimostrato così strettamente monogamo come sostenuto da alcuni autori. Alcune informazioni raccolte in cattività tendono a dimostrare che in questa specie i casi di poligamia non sono poi così rari, proprio come nello speroniere chinquis. Il nido, costruito a terra, in una depressione poco profonda, contiene una o due uova la cui incubazione dura una ventina di giorni. In cattività la riproduzione si protrae praticamente durante tutto l'anno. Non appena i giovani divengono indipendenti, la femmina depone una seconda covata la cui incubazione dura tra 21 e 22 giorni.

## Distribuzione ed habitat
Lo speroniere di Germain abita nelle foreste, spesso in prossimità di luoghi umidi, a partire dal livello del mare fino a 1200 o 1400 metri e anche fino a 1800 metri sul massiccio di Lang Biang. Frequenta le foreste secondarie, le aree riforestate soggette al prelievo di alberi o i boschetti spinosi di bambù situati su terreni pianeggianti o leggermente in pendenza. Nella maggior parte dei casi si tratta di formazioni di alberi sempreverdi dominate negli strati superiori da dipterocarpi. Lo speroniere di Germain può anche frequentare i parchi naturali situati su terreni collinosi ricoperti da foreste decidue, talvolta paludosi e dominati da boschetti di bambù in più punti. In questi casi gli speronieri si discostano dalle loro normali abitudini e sono in grado di visitare anche i pendii più scoscesi.
Lo speroniere di Germain è endemico dell'Indocina, più precisamente del sud del Vietnam, ove abita la regione compresa tra le province di Dong Nai e di Binh Phuoc, a sud, e il 14º grado di latitudine nord, a nord. Recentemente la specie è stata osservata anche nelle province adiacenti e nell'estremità orientale della Cambogia. Al contrario, la sua presenza nel Laos è ritenuta dubbia e basata probabilmente su identificazioni erronee di esemplari di speroniere chinquis.

## Conservazione
Nei bassopiani del Vietnam che costituiscono una parte non trascurabile del suo areale, la specie ha sofferto del degrado molto sensibile del suo habitat a causa della deforestazione e dello sfruttamento del legname per scopi commerciali. La caccia e il bracconaggio costituiscono minacce minori. Allo stesso modo, in Cambogia, il suo areale si è ridotto a causa della trasformazione dei suoi habitat forestali in terreni agricoli sfruttati dall'uomo.